# Muricea robusta
Muricea robusta är en korallart som beskrevs av Addison Emery Verrill 1866. Muricea robusta ingår i släktet Muricea och familjen Plexauridae. Inga underarter finns listade i Catalogue of Life.